# Georges Goetgebuer
Georgins (Georges) Goetgebuer, né le 29 avril 1890 et décédé le 16 avril 1939 fut un homme politique belge wallon, membre du parti catholique.

## Biographie
Fin 1910, le tourneur Goetgebuer fut désigné propagandiste principal des métallos chrétiens. Pendant la Première Guerre mondiale, il publia une feuille pour les soldats du front gantois. Après guerre, il fut nommé secrétaire général. En 1921, il fut élu député catholique de l'arrondissement de Furnes-Dixmude-Ostende. Plus secrétaire général, il devint cependant trésorier de la toute nouvelle Fédération Internationale des Métallos Chrétiens. En 1923, il fut la victime de l'interdiction des mandats syndicaux et politiques. En 1926, il fut élu conseiller communal d'Ostende qu'il resta jusque 1930, alors qu'il demeura député jusqu'en 1929.

## Sources
- sa bio sur ODIS